# Drizzit - Il Gioco di Carte
Drizzit - Il gioco di carte è un gioco di carte collaborativo ispirato all'omonimo fumetto, ideato da Luigi "Bigio" Cecchi e Andrea Chiarvesio. Il gioco è edito da Post Scriptum, in collaborazione con Shockdom, e distribuito da Raven Distribution nel 2015. È un gioco da 1 a 5 giocatori (da 1 a 6 con le espansioni) e la durata delle partite varia tra 30-40 minuti.
Il gioco si sviluppa in una ambientazione goliardica dell'Elfo Scuro; il popolo degli elfi scuri vive nel sottosuolo e si caratterizzano della ferocia e della sete di sangue. Il protagonista del gioco, Drizzit, decide di fuggire dal modo di vivere della propria razza ed esplorare il mondo di sopra, dove inizierà la sua avventura insieme a dei nuovi compagni. Il gioco ha riscosso un grande successo tra gli amanti dell'omonimo fumetto e gli appassionati dei giochi di carte da tavolo ed è stato presente al Festival del Gioco dell'edizione 2016 tenutasi a Modena.

## Contenuto
La scatola di gioco contiene 160 carte suddivide in:
- 1 carta speciale bisaccia dimensionale
- 1 carta speciale stickman
- 5 carte personaggio
- 2 carte alleato dei personaggi
- 25 carte dotazione dei personaggi
- 35 carte avventura base
- 20 carte ricompensa base
- 3 set avventura da 23 carte ciascuno

Ogni set avventura è composto da 3 carte boss, 16 carte avventura e 4 carte ricompensa. I set sono distinguibili per la presenza di una gemma di diverso colore riportata sul fronte di ogni carta.
Le avventure base sono:
- Orchi delle pianure, gemma verde

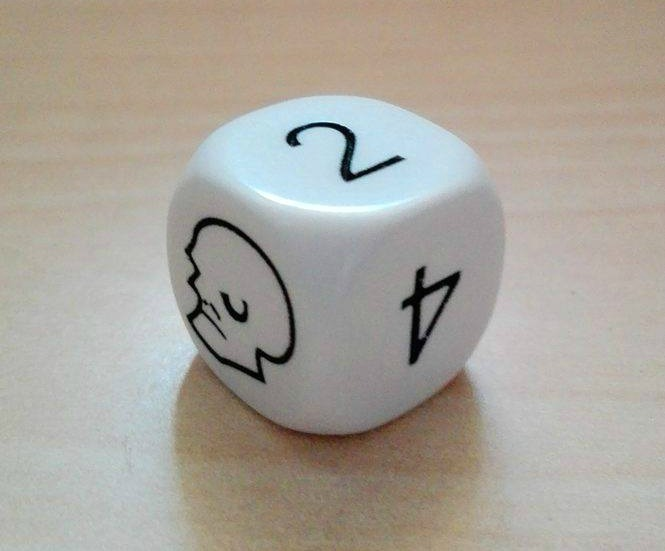
Faccia Gregorius del dado di Drizzit.

- Malvagi del sottosuolo, gemma gialla
- Gilda dei ladri, gemma viola

In dotazione vi sono anche 52 segnalini:
- 1 segnalino leader che simboleggia il giocatore di turno, all'inizio del gioco deve essere assegnato al personaggio Drizzit
- 26 punti vita
- 11 segnalini modificatore, usati per ricordarsi degli effetti subiti
- 14 segnalini evento, usati per ricordarsi gli eventi subiti

Inoltre vi è un dado in cui è riportato Gregorius su una delle sei facce, mentre le altre sono numerate da 1 a 5.
In ogni confezione è presente una striscia inedita del fumetto.

### Carte personaggio
Ogni personaggio riporta sulla sua carta il nome della sua classe di appartenenza, il numero di incremento di attacco, il numero di difesa, il numero dei punti vita e il nome e/o il numero delle carte equipaggiamento (Poteri, Oggetti o Alleati) che lo accompagneranno durante lo svolgimento del gioco.
Il Personaggio Drizzit deve obbligatoriamente essere scelto a inizio partita.
Le carte Personaggio presenti nel mazzo base sono:
- Drizzit (Elfo scuro - avventuriero): ha +2 di attacco, ha 4 di difesa e 3 punti vita; inizia equipaggiando i poteri delle sue 2 spade e sceglie altre 3 carte Dotazione
- Wally (Mezzodemone - guerriero): ha +1 di attacco, ha 4 di difesa e 3 punti vita; inizia equipaggiando Rigenerazione e sceglie 3 carte Dotazione
- Katy Brie (Umana - avventuriera): non ha incremento di attacco, ha 2 di difesa e 3 punti vita; inizia con Glenda alleata e sceglie 3 carte Dotazione
- Baba Yaga (Mezzodemone - incantatrice - strega): ha 2 di attacco, ha 3 di difesa e 4 punti vita; inizia equipaggiando Specialità al Formaggio e sceglie 3 carte Dotazione
- Dotto (Nano - filosofo): non ha incremento di attacco, ha 3 di difesa e 4 punti vita; inizia equipaggiando Tecnica Nanica Segreta e sceglie 3 carte Dotazione

Alla pubblicazione del gioco venne offerta anche la carta personaggio Pako, ripubblicata nel 2017 all'interno dell'espansione Personaggi e Poteri (più altre carte fichissime):
- Pako (Capra mannara - sicario): ha +2 di attacco, ha 3 di difesa e 4 punti vita; inizia equipaggiando lo Spigolo del Letto e sceglie 3 carte Dotazione

Carte alleatoOgni alleato riporta sulla sua carta il nome della sua classe di appartenenza, il numero di incremento di attacco, il numero di difesa e il numero dei punti vita (pari a 1). Gli alleati combattono a fianco dei personaggi a cui vengono associati, senza essere considerati poteri o oggetti e non potendo essere attaccati dai nemici fin quando il personaggio che li guida non è sconfitto, ovvero quando rimane con 0 punti vita. Possono comunque sempre rispondere all'attacco subito dopo l'attacco del personaggio; qualora quest'ultimo venga sconfitto, l'alleato ne prende il posto subendo gli attacchi nemici. L'alleato Glenda deve essere obbligatoriamente affiancato a un personaggio a inizio partita; se presente il personaggio Katy, Glenda deve esserle affiancata. Le carte alleato presenti nel mazzo base sono:
- Glenda: ha +2 di attacco, ha 3 di difesa e 1 Punto Vita
- Brandolino: non ha incremento di attacco, ha 2 di difesa e 1 Punto Vita

Carte oggettoLe carte oggetto, raffigurate su sfondo viola, possono essere consumate una sola volta per partita e vanno capovolte dopo l'uso.
Carte potereLe carte potere, raffigurate su sfondo celeste, possono essere usate più volte nel corso della partita: dopo l'utilizzo vanno capovolte e possono essere eventualmente riattivate dopo aver sconfitto un Boss. Infatti, la sconfitta di un Boss permette, tra le altre cose, di far riattivare una carta Potere a ciascun Personaggio.

### Carte speciali
Carta bisaccia dimensionaleLa bisaccia dimensionale è la carta su cui a inizio partita verranno posizionati 5 punti vita e a cui ogni giocatore può attingere all'inizio del proprio turno se ferito. La bisaccia dimensionale può essere ricaricata durante lo svolgimento della partita grazie agli effetti di alcune carte ricompensa.
Carta StickmanLa carta Stickman rappresenta un nemico che può essere evocato per effetto di una carta ricompensa. Non ha incrementi di attacco, ha un solo punto difesa e un solo punto vita.

### Carte ricompensa
Le carte Ricompensa si ottengono sconfiggendo i nemici che riportano il simbolo della pila di monete. Possono essere oggetti o eventi. Le carte ricompensa-oggetto devono essere equipaggiate subito ed eventualmente scartate all'inizio del prossimo turno. Le carte ricompensa-evento si consumano immediatamente e possono avere effetti positivi o negativi.

### Carte avventura
Carte nemicoLe carte nemico sono carte dell'avventura e ogni nemico riporta sulla sua carta il nome della sua classe di appartenenza, il numero di incremento di attacco, il numero di difesa, il numero dei punti vita, la eventuale ricompensa, se presente il simbolo della pila di monete, e abilità.
Carte BossOgni boss riporta sulla sua carta il nome della sua classe di appartenenza, il numero di incremento di attacco, il numero di difesa, il numero dei punti vita, la propria abilità e le ricompense (recupero potere e carta ricompensa).
Carte oggetto del bossDopo essere state pescate devono essere immediatamente equipaggiate al rispettivo Boss, a meno che non sia già stato sconfitto.
Carte EventoQuando pescate si consumano immediatamente e possono avere effetti positivi o negativi, che possono perdurare nel tempo. Alcune possono riportare il simbolo di una carta che impone di pescare nuovamente una carta avventura.
Carte trappolaUna volta risolte le carte trappola devono essere posizionate a faccia in giù; si distinguono in: rune e meccaniche.

## Scopo del gioco
L'obiettivo del gioco è quello sconfiggere i 3 boss del set avventura scelto; per farlo è necessario affrontare una serie di nemici e trappole che andranno a formare il sentiero, la cui lunghezza varia a seconda del numero dei giocatori che prendono parte alla partita. Inoltre, alcuni eventi possono portare ad alcune modifiche della lunghezza del percorso stesso; per ricordarlo possono essere posizionati degli appositi segnalini (positivi o negativi) su di esso.
| N. giocatori                                                 | Carte sentiero boss 1 | Carte sentiero boss 2 | Carte sentiero boss 3 |
| ------------------------------------------------------------ | --------------------- | --------------------- | --------------------- |
| 1 giocatore                                                  | 4                     | 6                     | 8                     |
| 2 giocatori                                                  | 5                     | 7                     | 9                     |
| 3 giocatori                                                  | 6                     | 8                     | 10                    |
| 4 giocatori                                                  | 7                     | 9                     | 11                    |
| 5 giocatori                                                  | 8                     | 10                    | 12                    |
| 6 giocatori (espansione Lame premurose e Pozioni misteriose) | 9                     | 11                    | 13                    |

## Svolgimento
Il gioco è articolato in turni. Il giocatore di turno prende il nome di “Leader” ricevendo l'apposito segnalino leader; all'inizio di ogni partita tale segnalino deve essere assegnato a Drizzit e passato a fine turno in senso orario al giocatore successivo. Il turno di ogni giocatore si suddivide in 5 fasi.

### Preparazione
In questa fase il leader può recuperare 1 punto vita dalla bisaccia dimensionale, se disponibile; può utilizzare poteri ed oggetti equipaggiati; e ogni giocatore può attivare qualsiasi Potere di intervento.
Qualora la bisaccia dimensionale e il leader non dispongano più di punti vita all'inizio del turno, il leader viene dichiarato momentaneamente sconfitto. Il personaggio potrà infatti riprendere il gioco:
- Pescando determinate carte ricompensa
- Usufruendo di poteri di intervento
- Ricaricando la bisaccia dimensionale

### Esplorazione
In questa fase il giocatore di turno pesca la prima carta del mazzo avventura oppure del mazzo Boss nel caso in cui il sentiero sia stato ultimato.

### Reazione
In questa fase il Leader e gli altri giocatori possono consumare i propri Poteri di intervento oppure utilizzare i propri Oggetti, tranne quelli identificati dal simbolo “Spada cancellata”, per superare Scontri, Trappole piuttosto che Eventi.
Gli Oggetti utilizzati devono essere scartati mentre i Poteri consumati vengono capovolti.

### Risoluzione
In questa fase il Leader dovrà applicare l'effetto dell'evento pescato, oppure risolvere la trappola, oppure scontrarsi con il nemico. L'eventuale scontro con il nemico si suddivide nelle seguenti fasi:
- Attivazione immediata di eventuali poteri del nemico
- Attacco del leader da parte del nemico
- Contrattacco del leader e degli eventuali Alleati

Per attaccare si lancia il dado e si somma il risultato ottenuto all'incremento di attacco della carta attaccante; se il risultato così ottenuto è pari piuttosto che superiore al valore della difesa della carta attaccata, questa subisce un danno e perde un punto vita mettendolo nella Riserva.
Se il dado lanciato riporta come risultato Gregorius, l'attacco fallisce, a meno che non sia specificato diversamente sulla carta nemico.
Se il nemico sopravvive all'attacco del leader, passa ad attaccare il personaggio successivo in senso orario ripartendo dalla fase di reazione.
Quando il nemico viene sconfitto, il personaggio che ha dato il colpo finale ha diritto a pescare una carta ricompensa se la carta nemico riportava il simbolo in questione; se il nemico non viene sconfitto e tutti i personaggi, con gli eventuali alleati, restano con 0 punti vita, il gioco finisce.
Le carte evento vanno poi scartate, mentre le carte trappola e le carte nemico concorrono a formare il sentiero.
Se si tratta di un boss, l'attacco si svolge allo stesso modo, con la differenza che in caso di sconfitta:
- Tutti i giocatori possono riattivare un potere
- Le carte che compongono il Sentiero vengono scartate e si comincia un nuovo percorso

### Fine del turno
In questa fase il giocatore di turno è tenuto a passare il segnalino leader al giocatore successivo in senso orario.

## Vittoria
I giocatori vincono la partita se riescono a sconfiggere tutti e tre i boss del set avventura scelto.

### Punteggio finale
I giocatori possono calcolare il punteggio finale come segue:
- +10 punti per ogni punto vita rimasto ai Personaggi e agli Alleati
- +5 punti per ogni punto vita rimasto nella Bisaccia Dimensionale
- +5 per ogni Oggetto in possesso dei Personaggi
- -5 punti per ogni Personaggio in gioco, anche sconfitto
- -10 punti per ogni Potere consumato

## Casi incerti
- Due carte in conflitto: se due carte si trovano in conflitto tra loro, si considera solo l'ultima carta giocata in ordine di tempo.
- Somma di più effetti: può succedere che una caratteristica venga modificata con più effetti contrastanti, in questi casi si fa la somma senza scendere sotto lo zero.
- Effetti salta scontro: vi sono alcuni effetti che non permettono ai nemici di affrontare uno scontro con un dato Personaggio per un dato periodo, incluso anche un eventuale scontro con il suo alleato.
- Effetti evita scontro: vi sono effetti che permettono ai Personaggi di evitare uno scontro; questo vale anche per i loro eventuali alleati ma non può essere utilizzato contro trappole, eventi e Boss.
- Effetti salta attacco: vi sono effetti che permettono di saltare un attacco a un personaggio o un Boss, questo vale anche per gli eventuali alleati.
- Carte su Personaggi specifici: vi sono carte che hanno effetto solo su determinati Personaggi; se questi non sono in gioco la carta non ha effetto.
- Carta Levitazione e Resistenza al Magico (Potere di Drizzit): questo potere può essere attivato da Drizzit solo se una trappola sta per avere effetto diretto su Drizzit o se è il Leader o al suo fianco e deve essere attivato prima di risolvere la trappola.
- Carta Libro della Biblioteca da Restituire e Uovo di Viverna: sono due ricompense che non aggiungono valori ai punteggi dei personaggi ma vi si sostituiscono.
- Ricarica punti vita: i punti vita ripresi vanno sottratti dalla riserva, a meno che non sia specificato sulla carta di attingere alla Bisaccia Dimensionale.
- Effetti successivi: vi sono effetti che si applicano nel prossimo scontro, ovvero lo scontro successivo in cui il personaggio o in Nemico partecipa.
- Carta Ispezione del Capitano Pipperton: questa carta viene scartata senza effetto se non sono più presenti nel mazzo avventura i Nemici-guardia.
- Carte Cose che se Wally le sentirebbe di sicuro si arrabbiava: l'effetto di questa carta non implica il passaggio del segnalino Leader a Wally.
- Carta Incursione in biblioteca: viene scartata senza effetto se il Malvagio Bibliotecario è già stato sconfitto; se viene affrontato, una volta battuto, il personaggio che ha dato l'ultimo colpo guadagna il Tomo della Resurrezione.
- Carta Re degli Orchi: la carta si scarta senza effetto se tutti gli Orchi Guerrieri sono già stati affrontati.
- Carte Autore pigro e Autore Cazzone: anche ai nemici evocati da carte evento e trappole si applica l'effetto.
- Carta Filatterio del Lich: l'effetto si attiva quando viene scartato.

## Espansioni[3]

### Draghi, spose e coccole estreme
Draghi, spose e coccole estreme, pubblicata nel 2015, è la prima espansione del gioco. Aggiunge 110 nuove carte tra cui 2 nuovi personaggi (Dorna e Sir Tallis), 3 nuove avventure, 4 carte cristallo e la carta speciale Gregorius.
Ogni set avventura è composto da 3 carte boss, 16 carte avventura e 4 carte ricompensa. Le avventure sono:
- Il tesoro del drago, gemma rosa
- Wally e Driass oggi sposi, gemma azzurra. In questa missione non si può utilizzare Wally.
- La missione di Artemide Uscieri, gemma arancione

Le carte cristallo sono speciali carte introdotte per usufruire di un particolare effetto durante tutto il corso della partita; le carte cristallo si caricano di 1 quando una carta che avrebbe effetto positivo sul gruppo non può essere usata. L'effetto di questi cristalli può essere attivato nella fase preparazione del leader una volta per turno.
La carta speciale Gregorius è stata introdotta per dare ai giocatori un'altra possibilità di riuscita, in quanto viene utilizzata nel caso in cui il gruppo sia sconfitto. Se si decide di utilizzarla, tutti i personaggi e gli alleati recuperano 1 punto vita e 1 potere a scelta; la carta che ha provocato la sconfitta viene messa in cima al mazzo e i giocatori affrontano Gregorius come un normale boss. Nel caso in cui Gregorius venga sconfitto, si ottengono le stesse ricompense di un comune boss; nel caso in cui il gruppo venga sconfitto, la partita termina. L'utilizzo di Gregorius diminuisce di 5 punti il punteggio a ogni giocatore.
Sono state introdotte nuove trappole, per cui all'inizio del gioco devono essere estratte solo 10 carte trappola tra la versione base e l'espansione.
Le nuove carte personaggio di Draghi, spose e coccole estreme sono:
- Dorna (Nana - druida - incantatrice): non ha incremento di attacco, ha 3 di difesa e 4 punti vita; inizia con Erodoto alleato e sceglie 3 carte Dotazione
- Sir Tallis (Umano - cavaliere): ha +1 di attacco, 4 di difesa e 3 punti vita; inizia equipaggiando Armatura Sacra di Fasturius e sceglie 3 carte Dotazione

### Lame premurose e pozioni misteriose
Lame premurose e pozioni misteriose, pubblicata nel 2015, è la seconda espansione del gioco che lo arricchisce di 110 nuove carte tra cui 2 nuovi personaggi (Greta e Krigoff), 3 nuove avventure e 8 carte musa.
Ogni set avventura è composto da 3 carte Boss, 15 carte Avventura e 4 carte Ricompensa. Le Avventure sono:
- Fuga dalla città dei demoni, gemma fucsia
- Il piano di Kelias Pepette, gemma verde chiaro. In questa missione non si può utilizzare Baba Yaga.
- L'assalto di Torre Rosa, gemma blu elettrico

Le carte Musa sono nuove carte ispirate a The Author, un altro fumetto di Luigi "Biagio" Cecchi ; queste carte possono prendere il posto di una delle carte dotazione non obbligatorie e forniscono ai giocatori dei benefici. Vengono affiancate al personaggio e funzionano come alleati potendo attaccare subito dopo il personaggio stesso, ma non possono essere attaccate e non subiscono danni. Le muse vengono definitivamente scartate se il Personaggio viene messo fuori dal gioco. Le carte musa non influiscono sul punteggio.
Altra novità introdotta è la possibilità di giocare fino a un massimo di 6 giocatori e la possibilità di intervenire nel turno di un altro giocatore per aiutarlo nello scontro. I personaggi non di turno possono infatti, una volta per turno, "cedere" 1 punto di valore di attacco o di difesa a un altro personaggio, il quale beneficierà dell'incremento per un lancio di dadi, mentre gli aiutanti subiscono la diminuzione per un intero scontro che li vede coinvolti. Il personaggio aiutato può ricevere un incremento sia di attacco che di difesa da due personaggi diversi. Gli aiutanti non possono far scendere una propria caratteristica sotto il valore 0.
Le nuove carte personaggio sono:
- Greta (Umana - avventuriera): ha +1 di attacco, 4 di difesa e 3 punti vita; inizia scegliendo 4 carte Dotazione
- Krigoff Banderwellas (Svinferblin - incantatore): non ha incremento di attacco, ha 3 di difesa e 3 punti vita; inizia scegliendo 4 carte Dotazione di cui almeno 1 pozione

### Personaggi e Poteri (più altre carte fichissime)
Mini espansione pubblicata nel 2017, che aggiunge una cinquantina di carte, molte delle quali già offerte gratuitamente online per poter essere stampate. Tra cui:
- Otto nuove carte personaggio: Pako (offerta come promo), Nantima, Prugnino e sette che sono varianti con poteri e vincoli differenti dei personaggi del set base (due versioni diverse di Baba Yaga e Drizzit, e una per Wally, Katy e Dotto).
- Tre nuove muse (Euterpe, Telsinoe e Cefiso)
- Cinque boss alternativi a quelli delle missioni già pubblicate
- Due nuovi cristalli
- Altre carte potere, evento, ecc...
- Una guida strategica al gioco
- Un album a fumetti di 65 pagine.

## Print and Play
L'editore Post Scriptum dà la possibilità di scaricare, dalla propria pagina Facebook, carte da gioco extra per poter così arricchire le proprie avventure.